# Cerianthus filiformis
Espèce

Cerianthus filiformis est une espèce de cnidaires de la famille des Cerianthidae nommé aussi « Fleur de mer ».

## Description
Cerianthus filiformis dont la ressemblance physique peut prêter à confusion avec sa cousine l'anémone de mer possède un corps muscularisé allongé pouvant atteindre 35 cm, et ayant la forme d'un grand polype avec de nombreux tentacules mobiles.
La coloration des tentacules va du blanc, au vert, à l'orange jusqu'au violet pourpre, les tentacules centraux, labiaux, pouvant être de teinte différente des tentacules périphériques, marginaux.

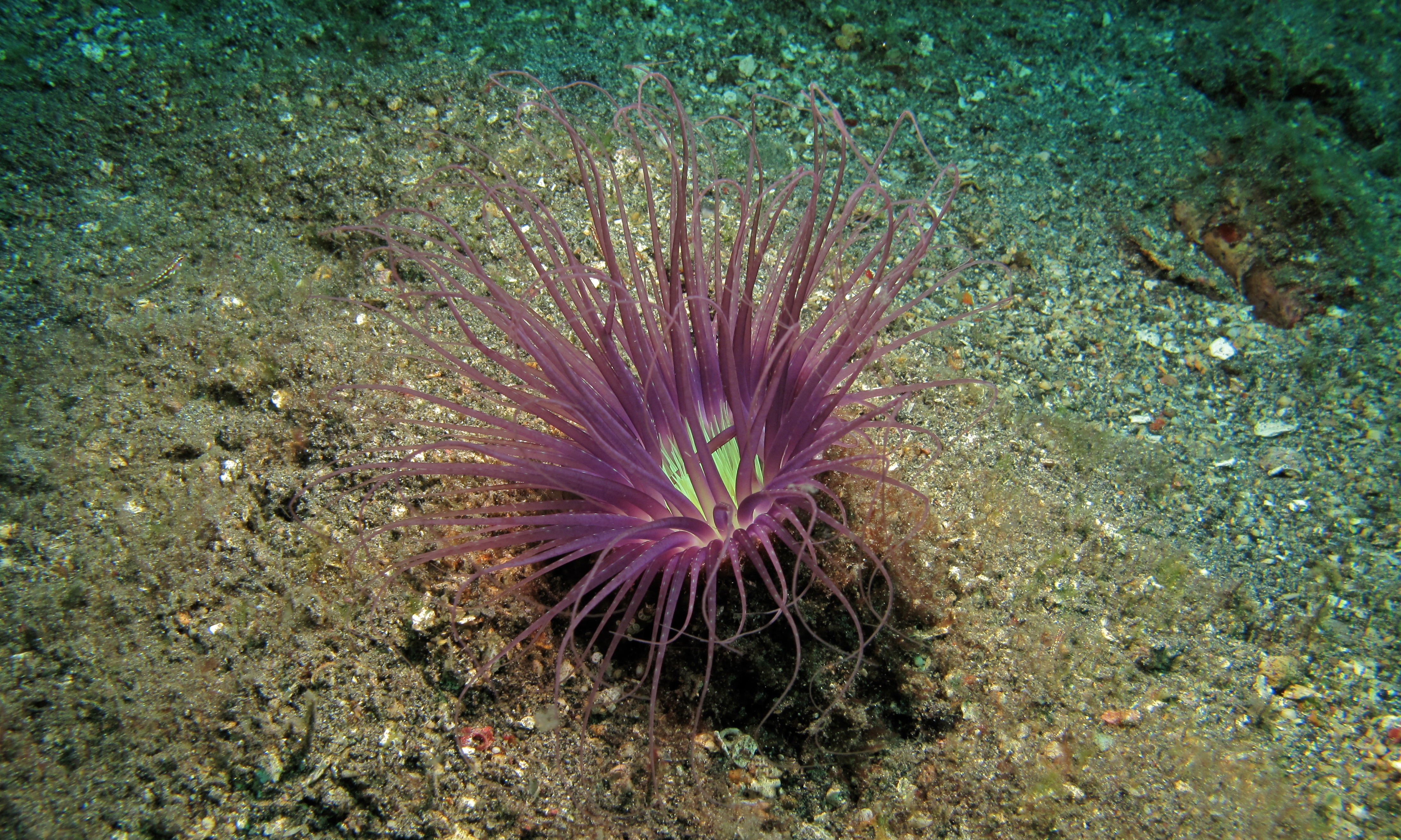
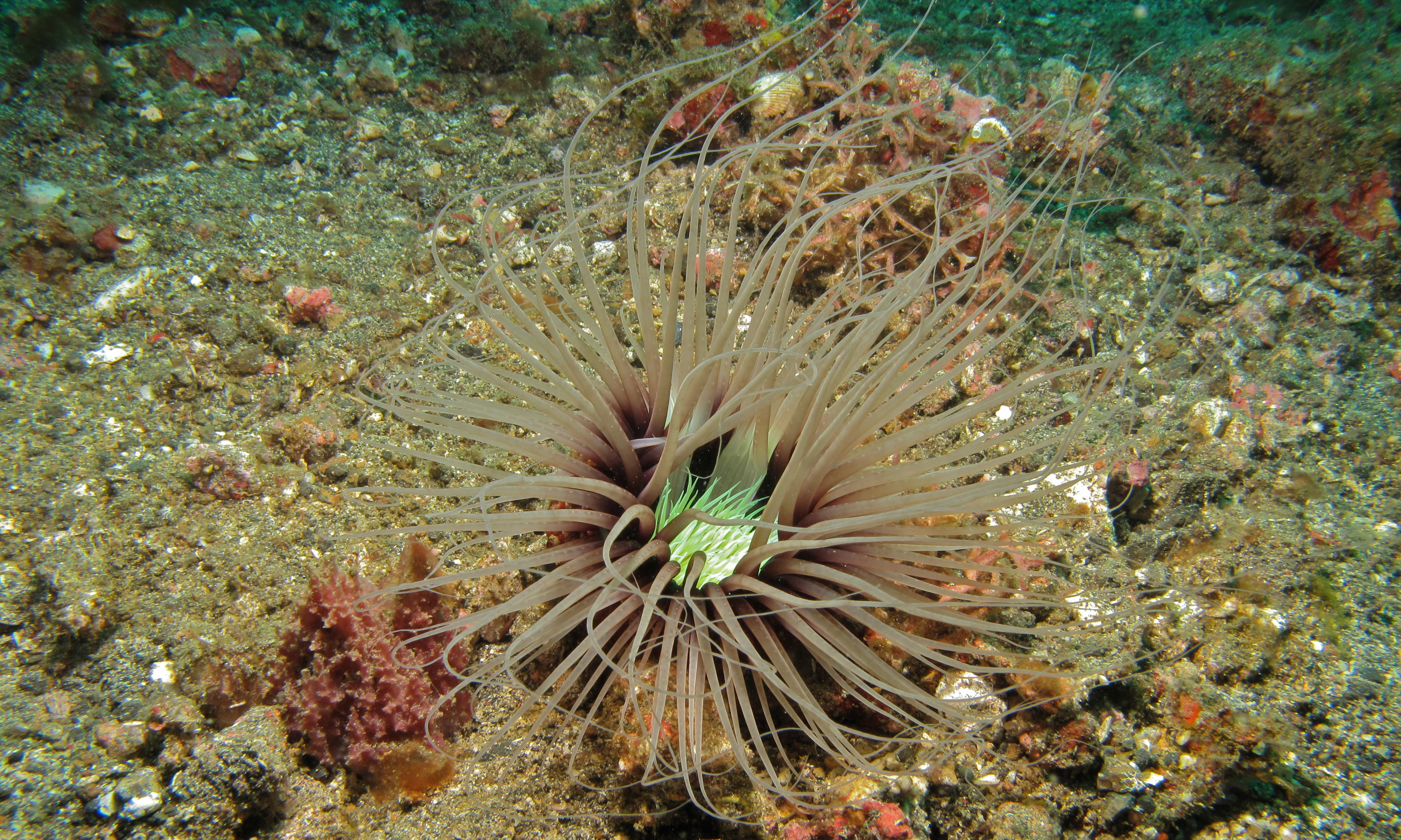

Cerianthus filiformis vit dans un tube muqueux qu'il sécrète lui-même, clos à son extrémité inférieure. Ce dernier est enfoncé dans le substrat meuble, il peut atteindre 100 cm de long. L'animal ne sort que sa couronne de tentacules pour se nourrir de préférence la nuit.
Si Cerianthus filiformis perçoit un danger ou se repose, il peut se rétracter dans son tube.

## Habitat et répartition
Cerianthus filiformis est présent dans les eaux tropicales de l'océan Indien et dans la partie ouest du Pacifique.

## Alimentation
Cet animal se nourrit de tous les aliments de petite taille et comestibles qui passent à la portée de ses tentacules.